# Zoo de Jersey
Le Zoo de Jersey est un parc zoologique jersiais situé au Manoir des Augrès à La Trinité sur la plus grande île de l'archipel des îles Anglo-Normandes, l'île de Jersey. Étendu sur 13 ha il fut fondé en 1959 par le naturaliste Gerald Durrell (1925-1995). Depuis sa mort, la direction honorifique est confiée à sa femme, la biologiste Lee Durrell. Il est géré par le Durrell Wildlife Conservation Trust (en).
Il permet de recenser et de conserver dans le strict respect de leur environnement certaines espèces animales en voie d'extinction ou dont l'écosystème est menacé par l'Homme.

## Historique
Au départ, Gerald Durrell s’attacha aux espèces appartenant à des zones géographiques restreintes telles le lémurien de Madagascar, le Pigeon rose de l'île Maurice, le tamarin du Brésil, le Macaque noir de Sulawesi.

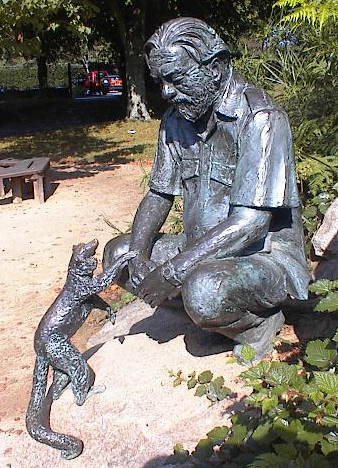
Gerald Durrell.

## Installations et faune présentée
Malgré un nombre relativement restreint de grands animaux, et sa situation un peu excentrée, il regroupe 190 espèces de mammifères, oiseaux, amphibiens et reptiles.

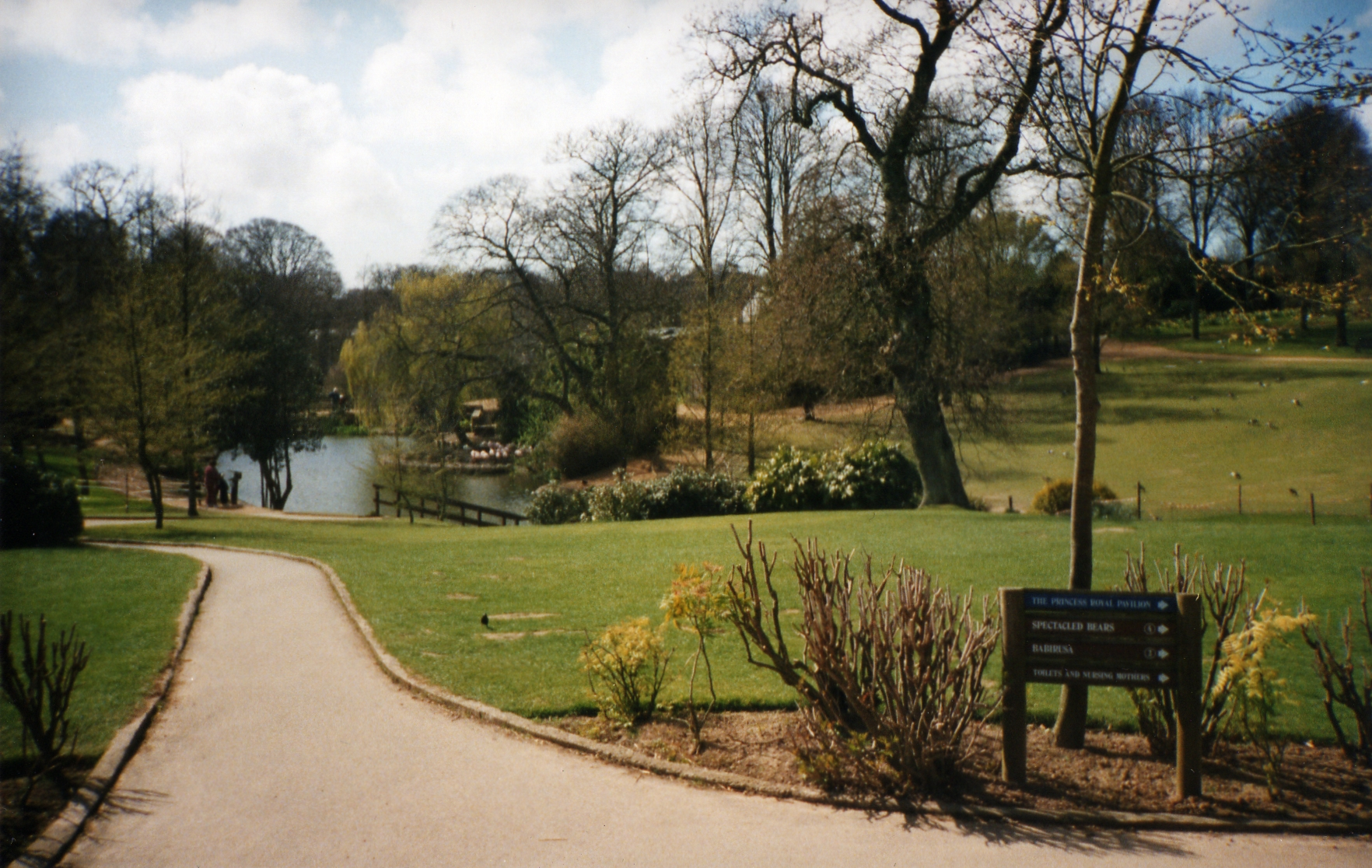
Une des allées du zoo.
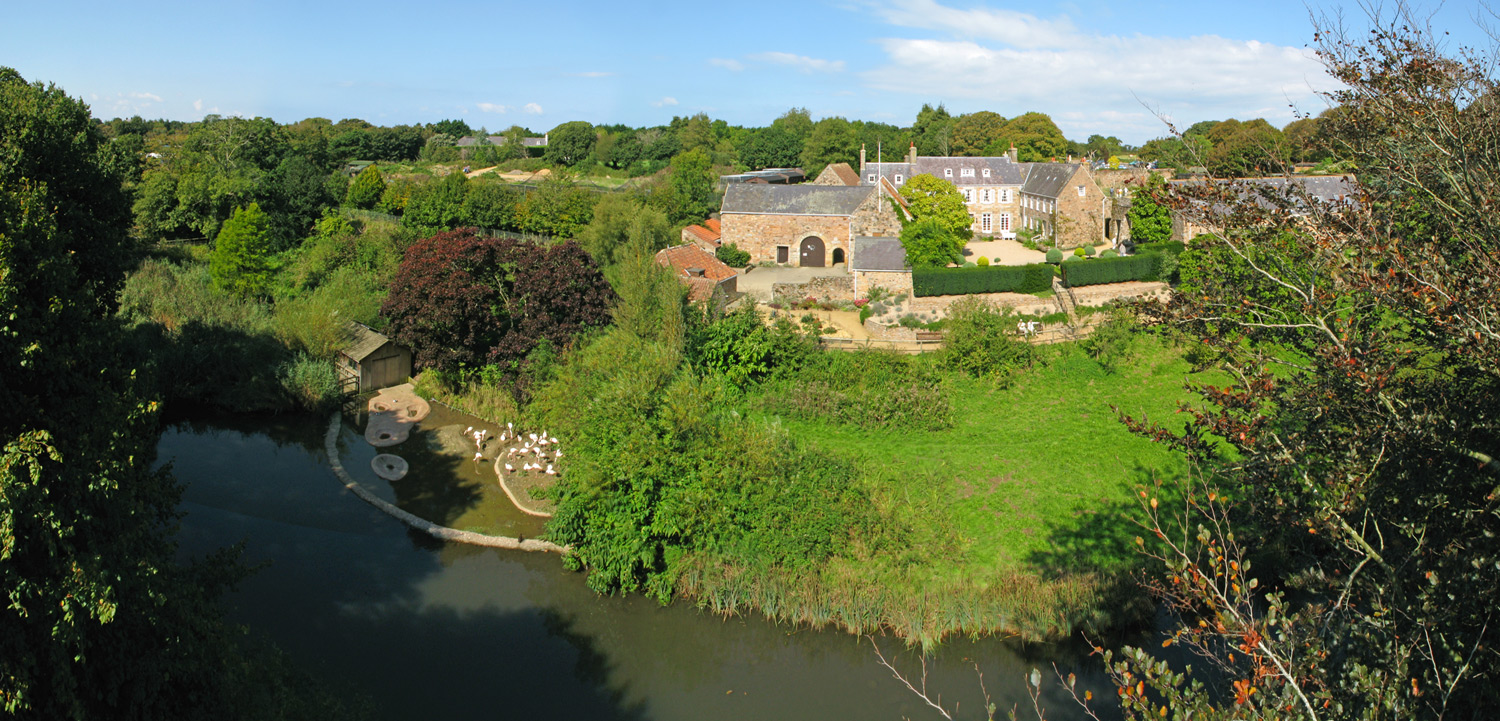
Le manoir des Augrès et le zoo.
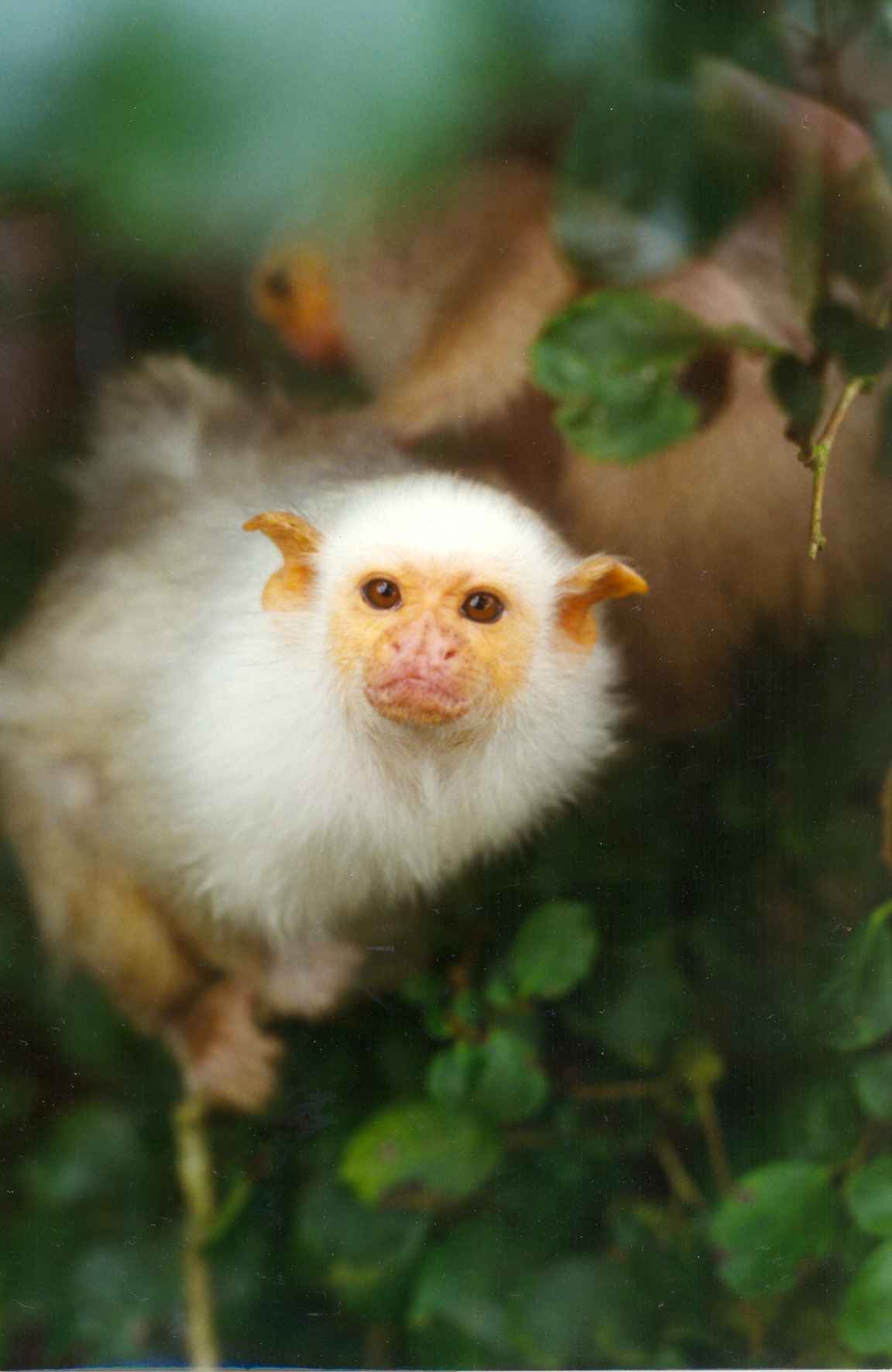
Ouistiti argenté au Zoo de Jersey.
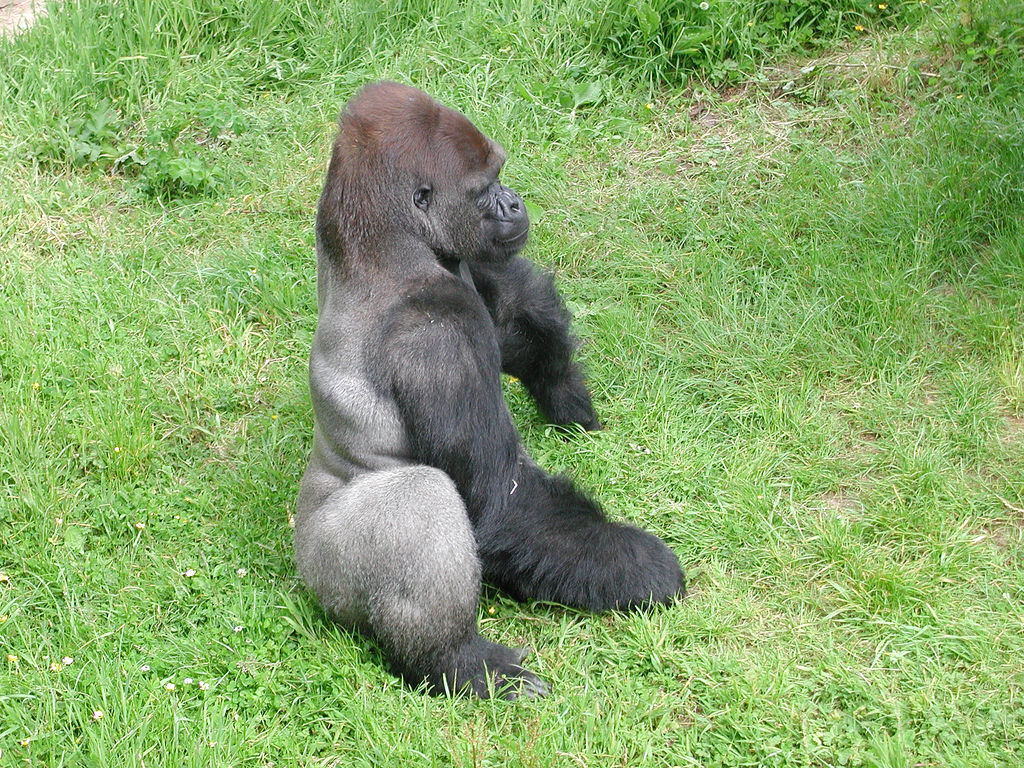
Gorille à dos argenté au Zoo de Jersey.

## Conservation de la nature
Depuis 1982, le parc participe aux programmes d'élevage européens (EEP) créés pour les espèces menacées.
En 2004 Durrell Wildlife a entamé un programme visant à protéger l’écureuil roux, les rats d’eau, les hérissons et le très rare Grimpereau des jardins dans l’enceinte même du parc.
L’étang au milieu attire les oiseaux et les insectes comme les libellules. Le programme concerne aussi la protection du crapaud commun. Il y a plus de 50 nichoirs répartis dans le zoo, utilisés par les chouettes, faucons crécerelles, les martinets et les hirondelles.